# Wu de Taihu

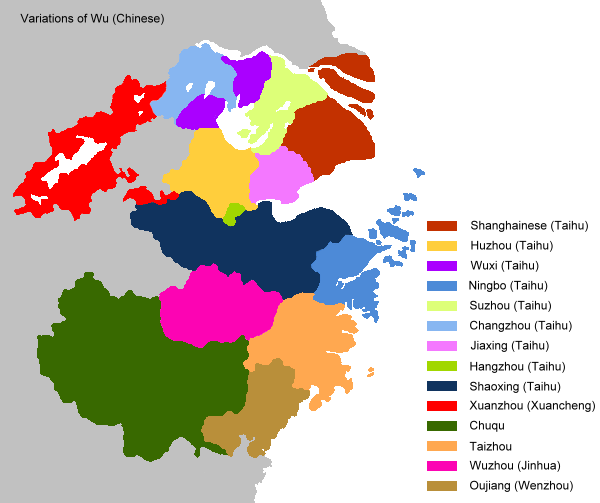
Carte de répartition des dialectes du wu.

Les langues Wu de Taihu (chinois : 太湖片 ; pinyin : tàihú piàn ; litt. « tranche de Taihu ») sont une sous-branche des dialectes de la langue Wu, une des langues chinoises parlée principalement dans les provinces du Jiangsu, du Zhejiang et à Shanghai. Elle est principalement parlée autour du lac Taihu, qui lui donne son nom.
Les principaux de ses dialectes sont ceux de Changzhou, Hangzhou, Huizhou, Jiaxing, Ningbo, Shanghaï, Shaoxing, Wuxi.